# Luyang, Chongqing
Luyang (kinesiska: 路阳) är en köping i sydvästra Kina. Den ligger i Yunyang härad i storstadsområdet Chongqing, omkring 280 kilometer nordost om det centrala stadsdistriktet Yuzhong. Antalet invånare är 13 595. Befolkningen består av 6 836 kvinnor och 6 759 män. Barn under 15 år utgör 23,0 %, vuxna 15-64 år 58 %, och äldre över 65 år 17,0 %.